# Andrena leucophaea
Andrena leucophaea là một loài Hymenoptera trong họ Andrenidae. Loài này được Lepeletier mô tả khoa học năm 1841.